# Poker Superstars
Poker Superstars war ein TV-Pokerturnier, bei dem von 2005 bis 2007 die besten Pokerspieler der Welt ins Golden Nugget Las Vegas eingeladen wurden. In Deutschland wurde das Event auf Sport1 übertragen und von Michael Körner kommentiert. Bei Poker Superstars 1 gewann Gus Hansen gegen sieben der besten Spieler der Welt. Bei Superstars 2 gewann Johnny Chan im Finale gegen Todd Brunson. Todd Brunson gewann die Superstars 3.

## Modus beiSuperstars 1
Acht Spieler traten in mehreren Duellen gegeneinander an. Zuerst spielten sie um Chips für den Final Table. Dort spielten sie wiederum um Chips für den Championship-Table, wo um den Gewinn gespielt wurde.

## Modus beiSuperstars 2und3
Zuerst ermittelten 24 Spieler in 20 Vorrundenspielen (Short Handed Tables) die Super Sixteen, also die sechzehn besten Spieler.

### Playoffs
Im Achtelfinale gab es vier Gruppen mit je vier Spielern. Die beiden Besten jeder Gruppe kamen ins Viertelfinale, dort gab es zwei Gruppen, die zwei Besten davon kamen ins Halbfinale. Halbfinale und Finale wurden im Heads-Up-Modus gespielt.

## Buy-insund Teilnehmer
| Staffel | Teilnehmer | buy-in ($) |
| ------- | ---------- | ---------- |
| 1       | 8          | 400.000    |
| 2       | 24         | 40.000     |
| 3       | 24         | 50.000     |

## Pokerspieler
| Spieler            | Staffel |
| ------------------ | ------- |
| Doyle Brunson      | 1, 2    |
| Todd Brunson       | 2, 3    |
| Mike Caro          | 2       |
| Johnny Chan        | 1, 2, 3 |
| T. J. Cloutier     | 1       |
| Freddy Deeb        | 2, 3    |
| Eli Elezra         | 2, 3    |
| Antonio Esfandiari | 2, 3    |
| Chris Ferguson     | 3       |
| Ted Forrest        | 2, 3    |
| Chau Giang         | 2       |
| Barry Greenstein   | 1, 2, 3 |
| David Grey         | 2       |
| Joe Hachem         | 3       |
| Bobby Hoff         | 2       |
| Gus Hansen         | 1, 3    |
| Jennifer Harman    | 3       |
| Phil Hellmuth      | 3       |
| Phil Ivey          | 1, 3    |
| Howard Lederer     | 1       |
| Kathy Liebert      | 2       |
| Erick Lindgren     | 3       |
| Mike Matusow       | 3       |
| Chris Moneymaker   | 2, 3    |
| Carlos Mortensen   | 2, 3    |
| John Myung         | 2       |
| Daniel Negreanu    | 3       |
| Scotty Nguyen      | 2       |
| Greg Raymer        | 3       |
| David Reese        | 1       |
| Huck Seed          | 2       |
| Mike Sexton        | 2, 3    |
| Jeff Shulman       | 3       |
| David Sklansky     | 2       |
| Jennifer Tilly     | 3       |
| Dewey Tomko        | 2       |
| Mimi Tran          | 2, 3    |
| Cyndy Violette     | 2, 3    |
| Tommy Wang         | 2       |